# 機動戦士ガンダムSEED Reunion Series
『機動戦士ガンダムSEED Reunion Series』（きどうせんしガンダムシード リユニオンシリーズ）は、『機動戦士ガンダムSEED』及び『機動戦士ガンダムSEED DESTINY』の10周年を記念してHDリマスター関連のCDシリーズである。

## Reunion Series第一弾
2012年2月22日発売。規格品番はVTCL-35126。アーティストはSee-Saw/ラクス・クライン（田中理恵）。
収録曲
1. あんなに一緒だったのに ～ReTracks（5:12）
  - 作詞：石川智晶 / 作曲・編曲：梶浦由記 / 歌：See-Saw
2. 静かな夜に ～ReTracks（4:49）
  - 作詞・編曲：梶浦由記 / 作曲：佐橋俊彦 / 歌：ラクス･クライン（田中理恵）
3. あんなに一緒だったのに ～ReTracks（オリジナルカラオケ）（5:12）
4. 静かな夜に ～ReTracks（オリジナルカラオケ）（4:49）

## Reunion Series第二弾
2012年10月1日発売。規格品番はVTCL-35138。アーティストはFictionJunction YUUKA/ラクス･クライン（田中理恵）。
収録曲
全曲作詞・作曲・編曲：梶浦由記
1. 暁の車 ～ReTracks（5:04）
  - 歌：FictionJunction YUUKA
2. 水の証 ～ReTracks（4:23）
  - 歌：ラクス・クライン（田中理恵）
3. 暁の車 ～ReTracks（オリジナルカラオケ）（5:04）
4. 水の証 ～ReTracks（オリジナルカラオケ）（4:23）

## Reunion Series第三弾
2013年7月27日発売。規格品番はVTCL-35157。アーティストはミーア・キャンベル/ラクス･クライン（田中理恵）。
収録曲
1. Quiet Night C.E.73 ～ReTracks（3:10）
  - 作詞：梶浦由記 / 作曲：佐橋俊彦 / 編曲：鈴木Daichi秀行 / 歌：ミーア・キャンベル（田中理恵）
2. EMOTION ～ReTracks（4:03）
  - 作詞：清水しょうこ / 作曲・編曲：鈴木Daichi秀行 / 歌：ミーア・キャンベル（田中理恵）
3. Fields of hope ～ReTracks（5:16）
  - 作詞・作曲・編曲：梶浦由記 / 歌：ラクス・クライン（田中理恵）
4. Quiet Night C.E.73 ～ReTracks（オリジナルカラオケ）（3:10）
5. EMOTION ～ReTracks（オリジナルカラオケ）（4:03）
6. Fields of hope ～ReTracks（オリジナルカラオケ）（5:16）

## Reunion Series第四弾
2013年8月21日発売。規格品番はVTCL-35161。アーティストはコミネリサ/See-Saw/有坂美香。
収録曲
1. tears ～ReMix 2013（4:24）
  - 作詞・作曲：小峰理紗 / 編曲：江口貴勅 / 歌：コミネリサ
2. 君は僕に似ている ～ReMix 2013（4:44）
  - 作詞：石川智晶 / 作曲・編曲：梶浦由記 / 歌：See-Saw
3. Life Goes On ～ReMix 2013（4:01）
  - 作詞・作曲・編曲：梶浦由記 / 歌：有坂美香
4. tears ～ReMix 2013（オリジナルカラオケ）（4:24）
5. 君は僕に似ている ～ReMix 2013（オリジナルカラオケ）（4:44）
6. Life Goes On ～ReMix 2013（オリジナルカラオケ）（4:01）